# Gody Baumberger
Gody Baumberger (* 30. November 1918; † 20. Januar 2009) war ein Schweizer Sportreporter.
Gody Baumberger berichtete zwischen den späten 1950er und den 1980er Jahren von rund 2000 Sportveranstaltungen. Baumberger, Fachmann in Fussball, Eishockey, Tennis und Badminton, war der klassische Live-Reporter mit Originalität und Enthusiasmus.
Unvergessen ist seine Übertragung auf Radio Beromünster des Fussball-Länderspiels Schweiz – Rumänien vom 24. Mai 1967 im Zürcher Hardturm, bei dem der eidgenössische 7:1-Triumph Gody Baumberger in legendär gewordene Begeisterung versetzt hatte («Bleib ruhig, es ist 5:0, überschlag dich nicht. Meine Mutter hat mir immer gesagt, wenn ich mich aufrege, soll ich auf zehn zählen...»).
Gody Baumberger gehört in der deutschsprachigen Schweiz mit Hans Sutter, Vico Rigassi, Sepp Renggli, Jean-Pierre Gerwig, Jan Hiermeyer, Bruno Galliker, Karl Erb, Mario Santi, Peter Hotz und Bernard Thurnheer zu den ganz grossen Sportreportern des 20. Jahrhunderts.
Im Fernsehen trat Baumberger als Reporter von Live-Übertragungen und Zusammenfassungen in Erscheinung. Seine markante Stimme ist besonders den Radiozuhörern in Erinnerung. Für seine Kommentatorenarbeit «opferte» er stets Freizeit und Ferien. Hauptberuflich arbeitete Baumberger als Direktionsadjunkt bei Coop und später als Direktor des LVZ-Warenhauses St. Annahofs in Zürich.
Nach seiner Pensionierung blieb Baumberger als freier Mitarbeiter von Radio und Fernsehen aktiv. Baumberger war verheiratet und hatte zwei Kinder. Zuletzt lebte er in Zürich-Altstetten.